# 스위트브레드

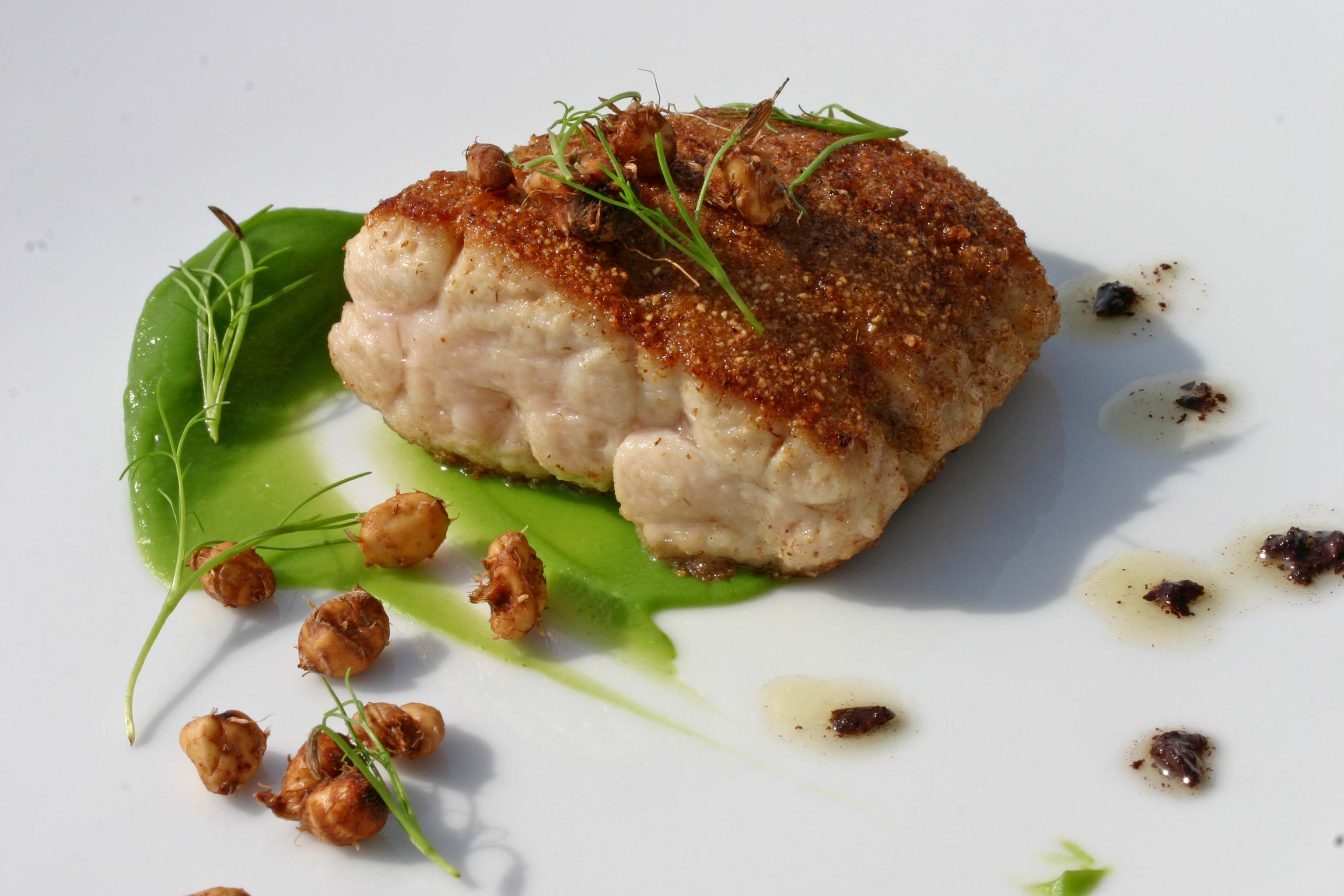

스위트브레드(Sweetbread)는 가슴샘 또는 이자 (해부학)의 요리 이름으로, 일반적으로 송아지(프랑스어: ris de veau) 또는 양고기(ris d'agneau)로 만들어진다. 스위트브레드는 풍부하고 약간 사냥감 같은 맛과 부드럽고 즙이 많은 질감을 가지고 있다. 종종 전채 요리나 메인 코스로 제공되며 다양한 소스와 반찬을 곁들일 수 있다.
"하트"(heart) 스위트브레드는 더 구형이고, "스로트"(throat) 스위트브레드는 더 원통형이다. 나이가 많은 동물에서는 가슴샘이 섬유질 조직으로 대체되기 때문에 쇠고기와 돼지고기는 췌장의 스위트브레드만 나온다. 동물 시체에서 나온 다른 식용 가능한 비근육과 마찬가지로 스위트브레드도 내장, "고급 고기" 또는 "다양한 고기"로 분류될 수 있다. 음식으로 사용되는 다양한 다른 분비선도 때로는 이하선, 분비샘, 설하선, 난소 및 고환을 포함하여 "스위트브레드"라고 불릴 수 있다.
스위트브레드는 전통적인 프랑스 요리의 일부이다. 1966년 영어로 출판된 앙리 폴 펠라프라트(Henri-Paul Pellaprat)의 고전 현대 프랑스 요리 예술에는 크림 소스 버전, 햄 버전, 페이스트리 케이스에 담긴 버전, 일품 피렌체 버전을 포함하여 달콤한 빵에 대한 6가지 다양한 요리법이 포함되어 있다. 1961년 고전인 "Mastering the Art of French Cooking: Volume 1"에는 줄리아 차일드 및 공동 저자가 다양한 크림과 버섯 소스를 곁들인 달콤한 빵 요리법 6가지, 햄과 버섯을 포함한 이탈리안 버전, 스위스 치즈를 곁들인 그라탱을 포함한다.
1949년에 출판된 요리책에는 미국 셰프 제임스 비어드(James Beard)가 브로셰트에 구운 스위트브레드, 구운 스위트브레드, 볶은 스위트브레드의 세 가지 변형 요리법이 포함되어 있다.